# Camilo Gómez Cárdenas
Camilo Gómez Cárdenas (Bogotá, 1990) es un activista político colombiano, teólogo y diseñador gráfico. Ha trabajado en la intersección entre comunicación, participación ciudadana y diversidad sexual, con énfasis en la visibilidad y defensa de los derechos de los sectores sociales LGBTIQ+. Es fundador y actual Coordinador Nacional de Verdes a Colores, organización del Partido Alianza Verde que busca consolidar una comisión oficial de diversidades dentro de la colectividad.  

## Formación académica y liderazgo temprano
Gómez creció en Engativá, Bogotá. Estudió teología, campo en el que desarrolló más de 12 años de liderazgo eclesial juvenil. Posteriormente inició estudios en Tecnología en Comunicación Gráfica y actualmente cursa Publicidad en la Universidad de San José.  

## Carrera institucional
Desde 2020 hasta 2025 se desempeñó como diseñador gráfico en la Alcaldía Mayor de Bogotá, donde desarrolló tareas de comunicación visual y apoyo institucional.  
Entre sus responsabilidades, una de las más significativas fue la creación de la cuarta versión de la marca de la Política Pública LGBTI de Bogotá, denominada En Bogotá se Puede Ser, presentada en julio de 2021.  
El diseño fue producto de una investigación liderada directamente por Gómez tras la pandemia, en la que recogió reflexiones sobre la necesidad de volver a abrazarnos como sociedad, fortalecer lazos de cuidado y reafirmar el reconocimiento de la diversidad.  
El logo está compuesto por elementos simbólicos:  
- El corazón: representa el núcleo de la política pública, recordando que el respeto a la diversidad nace de un compromiso humano y afectivo.
- Las manos que lo rodean: evocan protección, acompañamiento y cercanía, recordando que garantizar derechos es una tarea social y colectiva.
- Los colores de la bandera LGBTI: transmiten la diversidad histórica del movimiento. Esta cuarta versión incluyó, por primera vez, los colores de la bandera trans, marcando un hito en la historia de la política pública al visibilizar explícitamente a esta población.
- El triángulo rosa resignificado: de símbolo de persecución durante el nazismo pasó a ser emblema de resistencia, memoria y dignidad.

Con esta identidad visual, la política pública no solo renovó su imagen tras más de una década (desde 2011 ha tenido cuatro versiones), sino que consolidó un mensaje de inclusión, memoria y resiliencia en un momento en que la pandemia profundizó las desigualdades hacia las personas diversas.  

## Verdes a Colores
La organización fue fundada en 2019 en Bogotá por Alexander Rojas y Camilo Gómez como una apuesta de liderazgos jóvenes del Partido Alianza Verde interesados en garantizar la representación política de las personas LGBTIQ+.  
Desde su rol como Coordinador Nacional, Gómez ha liderado la inclusión de variables de orientación sexual e identidad de género en los formularios de militancia y candidaturas del partido, con el fin de medir la participación diversa y orientar estrategias de representación.  
En el ámbito electoral, la organización Caribe Afirmativo registró 12 candidaturas diversas en 2023. Sin embargo, gracias al trabajo investigativo realizado desde su rol como Coordinador Nacional, Gómez documentó más de 44 candidaturas LGBTI en todo el país, consolidando un registro inédito.  
El objetivo de Verdes a Colores es convertirse en una comisión oficial de diversidades dentro del organigrama del Partido Alianza Verde, con voz y voto en las decisiones, tal como sucede con las comisiones de mujeres y jóvenes. La organización busca además impulsar candidaturas con enfoque diferencial, promover encuentros periódicos de personas diversas afines al partido y fortalecer procesos políticos de inclusión.  

## Activismo político y liderazgo

### AGLOJOVEN – Alianza Global de Jóvenes Políticos
Desde 2019 hace parte del equipo fundador de AGLOJOVEN, organización interpartidista que busca fortalecer la participación de la juventud en la política a nivel global. Desde hace año y medio se desempeña como copresidente para Colombia, liderando iniciativas de formación y construcción de agendas juveniles.  

## Enfoque y aportes
Su trayectoria se articula en tres ejes principales:  
- Comunicación política y diseño gráfico aplicados a procesos sociales y transformadores.
- Participación ciudadana y representación diversa en el Partido Alianza Verde, desde donde ha impulsado la visibilidad de los sectores LGBTIQ+.
- Construcción de identidad visual institucional, entre ellas la marca En Bogotá se Puede Ser.

De manera transversal, ha consolidado un discurso basado en la idea de que “la felicidad es el camino”, lema que ha convertido en filosofía de vida y acción política. También ha liderado procesos juveniles, promovido la defensa de los derechos de personas trans y no binarias, y compartido reflexiones sobre diseño gráfico y creatividad.  
Uno de sus aportes discursivos ha sido la resignificación del eslogan “Con los niños no te metas”, utilizado históricamente por sectores antiderechos. Gómez lo ha reinterpretado para denunciar la violencia contra menores en Colombia, subrayando que más del 85% de los casos se cometen en entornos intrafamiliares o de confianza, y que la gran mayoría de los agresores son hombres adultos heterosexuales.  

## Bogotá como escenario de transformación
Gómez es un defensor de Bogotá como escenario de transformación social y cultural. Ha planteado que la ciudad, con su diversidad y sus contrastes, es un laboratorio vivo para construir nuevas formas de ciudadanía, participación y creatividad. Su visión de Bogotá no solo está vinculada a la política, sino también a la posibilidad de que la ciudad funcione como un ejemplo de inclusión, sostenibilidad y transformación cultural para el país.  